# سام كوك
صامويل كوك (Samuel Cook) (وُلد في 11 من كانون الثاني/ لعام 1931م-توفي في 11 كانون الأول/ديسمبر لعام 1964م)، ويشتهر بالاسم الفني سام كوك (Sam Cooke) هو مطرب أمريكي تخصص في موسيقى الغوسبل وريذم أند بلوز والسول والبوب الشهيرة، وقد عمل شاعر غنائي ومقاول. ويعتبر من رواد موسيقى السول ومؤسسيها. ويشتهر ملك السول نظرًا للقدرات الصوتية الفريدة التي كان يتمتع بها وتأثيره على العالم الموسيقي الحديث وقد أدت مشاركته في ريادة موسيقى السول إلى ظهور أريثا فرانكلين (Aretha Franklin) وبوبي وماك وأول جرين (Al Green) ووكورتس ميفيلد (Curtis Mayfield) وستيف وندر (Stevie Wonder) ومارفين جاييه وشهرة أمثال المطربين أوتيس ريدنغ وجيمس براون (Otis Redding).
وقد سجل كوك ستًا وعشرين من أنجح 40 أغنية أمريكية بين عامي 1957م و 1964م، ثم حققت ثلاث أخرى من أغانيه النجاح بعد موته. الأغنيات الناجحة الرئيسة التالية مثل "You Send Me" و"A Change Is Gonna Come" و"Cupid" و"Chain Gang" و"Wonderful World" و"Twistin' the Night Away" هي بعض أشهر أغانيه. كما كان كوك من أوائل الأمريكيين السود الذي عملوا بالغناء والتلحين وشق طريقه في مجال الأعمال لمهنته الموسيقية. وقد أسس شركة إنتاج موسيقي وشركة نشر كامتداد لعمله بمهنة المغني والملحن. وشارك بدور نشط في حركة حركة الحقوق المدنية الإفريقية الأمريكية.
وفي 11 من كانون الأول لعام 1964م، قُتل كوك بعدما أُطلق النار عليه مدير نُزل هاسيندا (Hacienda) في لوس أنجليس، كاليفورنيا، وكان عمره 33 عامًا. وقد قضت المحكمة أن كوك كان ثملًا ومستاءً وأن المدير قتله في حادث قتل مبرر كما قضت المحكمة بعد ذلك. ومنذ هذا الوقت، حامت الشكوك حول ملابسات موته.

## وصلات خارجية
- سام كوك على موقع IMDb (الإنجليزية)
- سام كوك على موقع الموسوعة البريطانية (الإنجليزية)
- سام كوك على موقع ميوزك برينز (الإنجليزية)
- سام كوك على موقع رولينغ ستون (الإنجليزية)
- سام كوك على موقع قاعدة بيانات برودواي على الإنترنت (الإنجليزية)
- سام كوك على موقع إن إن دي بي (الإنجليزية)
- سام كوك على موقع أول ميوزيك (الإنجليزية)
- سام كوك على موقع ديسكوغز (الإنجليزية)
- سام كوك التسجيلات من ديسكاغز.كوم
- SongsofSamCooke.com
- Sam Cooke (ABKCO Homepage)
- Rosco Gordon interview
- History of Rock and Roll: Sam Cooke
- Sam Cooke in the Encyclopedia of Gratitude